# Захарово (Дмитриевское сельское поселение)
Захарово — опустевшая деревня в Даниловском районе Ярославской области. Входит в состав Дмитриевского сельского поселения.

## География
Находится в северо-восточной части Ярославской области на расстоянии приблизительно 25 км на юг по прямой от железнодорожного вокзала города Данилова, административного центра района.

## История
В 1859 году здесь (деревня Даниловского уезда Ярославской губернии) был учтен 21 двор.

## Население
Численность населения: 118 человек (1859 год), 0 как в 2002 году, так и в 2010.